# Episodi de I Simpson (venticinquesima stagione)
La venticinquesima stagione de I Simpson è stata trasmessa negli Stati Uniti d'America dal 29 settembre 2013 al 18 maggio 2014 sulla Fox.
L'episodio Mattoncino come me è il 550º della serie.
In Italia, la stagione è stata trasmessa dal 29 settembre al 28 ottobre 2014 su Italia 1.
| N° | Codice di produzione | Titolo italiano                          | Titolo originale                      | Prima TV USA      | Prima TV Italia   |
| -- | -------------------- | ---------------------------------------- | ------------------------------------- | ----------------- | ----------------- |
| 1  | RABF20               | Homerland                                | Homerland                             | 29 settembre 2013 | 29 settembre 2014 |
| 2  | RABF16               | La paura fa novanta XXIV                 | Treehouse of Horror XXIV              | 6 ottobre 2013    | 30 settembre 2014 |
| 3  | RABF18               | Quattro rimpianti e un funerale          | Four Regrettings and a Funeral        | 3 novembre 2013   | 1 ottobre 2014    |
| 4  | RABF22               | Si vive una volta sola                   | YOLO                                  | 10 novembre 2013  | 2 ottobre 2014    |
| 5  | RABF19               | I dolori del travaglio                   | Labor Pains                           | 17 novembre 2013  | 3 ottobre 2014    |
| 6  | SABF02               | Le incompatibilità elettive              | The Kid is All Right                  | 24 novembre 2013  | 6 ottobre 2014    |
| 7  | SABF04               | Sotterfugio giallo                       | Yellow Subterfuge                     | 8 dicembre 2013   | 7 ottobre 2014    |
| 8  | SABF01               | Il blues del bianco Natal                | White Christmas Blues                 | 15 dicembre 2013  | 8 ottobre 2014    |
| 9  | SABF05               | I pirati di Springfield                  | Steal This Episode                    | 5 gennaio 2014    | 9 ottobre 2014    |
| 10 | SABF03               | Sposata con il blob                      | Married to the Blob                   | 12 gennaio 2014   | 10 ottobre 2014   |
| 11 | SABF06               | Lo spione che mi amava                   | Specs and the City                    | 26 gennaio 2014   | 13 ottobre 2014   |
| 12 | SABF08               | I tre giorni del falco                   | Diggs                                 | 9 febbraio 2014   | 14 ottobre 2014   |
| 13 | SABF07               | L'uomo che cresceva troppo               | The Man Who Grew Too Much             | 9 marzo 2014      | 15 ottobre 2014   |
| 14 | SABF09               | L' inverno del suo contento              | The Winter of His Content             | 16 marzo 2014     | 16 ottobre 2014   |
| 15 | SABF10               | La guerra dell'arte                      | The War of Art                        | 23 marzo 2014     | 17 ottobre 2014   |
| 16 | SABF11               | Non sei tenuto a vivere come un arbitro  | You Don't Have to Live Like a Referee | 30 marzo 2014     | 20 ottobre 2014   |
| 17 | SABF12               | Luca$                                    | Luca$                                 | 6 aprile 2014     | 21 ottobre 2014   |
| 18 | SABF13               | Giorni di un futuro futuro               | Days of Future Future                 | 13 aprile 2014    | 22 ottobre 2014   |
| 19 | SABF14               | Cosa aspettarsi quando Bart aspetta      | What to Expect When Bart's Expecting  | 27 aprile 2014    | 23 ottobre 2014   |
| 20 | RABF21               | Mattoncino come me                       | Brick Like Me                         | 4 maggio 2014     | 24 ottobre 2014   |
| 21 | SABF15               | Amica a pagamento                        | Pay Pal                               | 11 maggio 2014    | 27 ottobre 2014   |
| 22 | SABF18               | Il distintivo giallo della vigliaccheria | The Yellow Badge of Cowardge          | 18 maggio 2014    | 28 ottobre 2014   |

## Homerland
- Sceneggiatura: Stephanie Gillis
- Regia: Bob Anderson
- Messa in onda originale: 29 settembre 2013
- Messa in onda italiana: 29 settembre 2014

Homer deve andare a un convegno, con i suoi amici Lenny e Carl. Dopo 3 giorni, la famiglia lo attende all'aeroporto, ma Homer non si presenta, mentre Lenny e Carl, non ricordano l'ultima volta in cui l'hanno visto. La mattina seguente si fa rivedere a casa, ma dice alla moglie una bugia riguardo a cosa sia accaduto. In seguito Homer mostra comportamenti sospetti, e Bart e Lisa iniziano a preoccuparsi su cosa gli sia successo. Lisa scopre così che Homer prega di nascosto nel garage e, avendo saputo di alcuni terroristi che si trovano nella sua zona, crede che Homer sia uno di loro. Dopo aver chiamato l'FBI, l'agente Crawford inizia controllare ogni azione di Homer. Nel frattempo, Lisa scopre che Homer ha intenzione far saltare in aria la centrale nucleare, accusata di avvelenare l'aria e l'acqua della città. Prima che porti a termine il suo piano, Lisa raggiunge Homer, il quale spiega di non voler far esplodere la centrale, bensì di volerla appestare per sempre con una bombala contenente latte avariato e pollo di bassa qualità da collegare al sistema d'aerazione. Inoltre rivela alla figlia il motivo del suo strano comportamento, ossia il "lavaggio del cervello" subito da un gruppo di attivisti ecologisti durante il suo viaggio di ritorno a casa. Alla fine, l'intervento della polizia sventa definitivamente il piano di Homer, ma Burns rivela che la centrale non ha un sistema d'aerazione e per questo viene arrestato per violazione delle norme di sicurezza.
- Guest star: Kristen Wiig: Agente Anna Crawford FBI
- Gag del divano: un "buttafuori" è al controllo del divano, e i Simpson, devono essere sulla sua lista. Bart, Lisa, Marge e Maggie, riescono a passare, ma Homer, non può, poiché non è sulla lista. Provando con la rincorsa, non riesce e viene picchiato con una mazza dal buttafuori.
- Frase alla lavagna: 25 anni e non riescono a inventarsi una nuova punizione?
- Curiosità: Lisa, nella sigla d'apertura, suona l'arpa, invece del sassofono. Questa scena viene ripetuta anche durante la sigla dell'episodio "Sposato con il Blob". In "L'inverno del suo contento" suona il violino.

## La paura fa novanta XXIV
- Sceneggiatura: Jeff Westbrook
- Regia: Rob Oliver
- Messa in onda originale: 6 ottobre 2013
- Messa in onda italiana: 30 settembre 2014

Nella sigla del ventiquattresimo show di Halloween, osserviamo Springfield invasa da mostri e zombie provenienti da film dell'orrore che distruggono la città. Vediamo poco dopo Bart, scrivere: "All work and no play makes Jack a dull boy", (in italiano: Tutto lavoro e niente svago rendono Jack un ragazzo noioso), parole provenienti dal film Shining e subito dopo si ritrova Stephen King alle sue spalle e inizia a scappare. Intanto Homer si trasforma in un mostro simile a quello osservato in Blade II facendo cadere la solita barra di plutonio nella sua camicia, mentre Carl si veste come il cacciatore di vampiri. Sottoterra si trova Burns con le sembianze del mostro con gli occhi nelle mani de "Il labirinto del fauno". Poco dopo si osserva una parodia di Cronos in cui Maggie è come al solito sulla cassa di un supermercato, dove Marge, il cassiere e Gerald sono dei ragni. Nel frattempo Lisa è cacciata da un teatro dal fantasma dell'opera. Alla fine Bart, dopo essere incappato in Cthulhu, scappa da alcuni mostri (tra cui Dracula, l'Uomo Lupo e il Mostro della laguna nera) che lo inseguono, Maggie investe Milhouse con una macchina da "La macchina nera" e la famiglia Simpson si riesce a sedere sul divano, mentre Lisa scende in un tubo, prendendo parodia da Alice nel paese delle meraviglie, fino a incontrare i suoi parenti in versione fantasy. Fanno inoltre delle brevi apparizioni il regista Alfred Hitchcock (che cita il suo film Gli uccelli) e gli scrittori Edgar Allan Poe e Howard Phillips Lovecraft.
- Oh, i luoghi in cui farai... d'oh! (Oh the Places You'll D'oh!)

È la sera di Halloween, e Marge esce nel vicinato con un costume da catwoman. Dopo che quest'ultima se ne va, lasciando da soli i suoi tre figli, arriva Homer (Cicciocappello, parodia del Gatto col cappello), che porta a fare "Dolcetto o scherzetto" in paese a Bart, Lisa e Maggie. Dopo aver girato alcuni luoghi, (la casa di Burns e la taverna di Moe), questi si aspettavano di avere dolci dalle case a cui facevano "Dolcetto o scherzetto" e non violenza. Allora, Cicciocappello, decide di portare i suoi tre figli al Jet Market, di Apu, sempre minacciando il proprietario con la pistola, mentre questi si prendevano i dolci. Stanchi di tutto il terrore che il Cicciocappello stava seminando su Springfield Bart, Lisa e Maggie se ne ritornano a casa, ma qui, ad aspettarli, c'era il Cicciocappello viene però "ucciso" da Maggie. Lo spezzone si conclude con Marge che ritorna a casa e Bart, Lisa e Maggie che si mangiano le caramelle che hanno "guadagnato".
- Un fratello sul groppone (Dead and Shoulders)

Bart trascorre un giorno con Milhouse a giocare con l'aquilone. Arrivata la sera, Bart non avendo nulla a cui legare l'aquilone, lo lega al suo collo: all'arrivo dell'aeroplano di Arnie Pye fa attorcigliare l'aquilone e quindi Bart finisce con il decapitarsi. Bart si risveglia quindi attaccato al corpo di Lisa. La stanza di Bart, poiché non più utilizzata, diventa un "buco da maschi" di Homer (dove ci mette birra e auto da neve). In terapia, la terapista dice a Lisa e Bart che dovranno essere attaccati per sempre, ma Bart scopre che può controllare il corpo della sorella mentre sta dormendo. Per far sì che questa continui a dormire la narcotizza. Infine, Bart cerca in tutti i modi di staccarsi dal corpo della sorella, ma l'avventura finisce con Lisa che è attaccata a Krusty il clown, Bart che è attaccato al corpo di Selma e il dottor Nick Riviera che è attaccato a quello del dottor Hibbert.
- Scherzi poco divertenti della natura (Freaks no Geeks)

Homer e Marge lavorano in un circo comandato dal signor Burns. Qui, quasi tutti i personaggi del cartone animato compaiono in diverse situazioni nel circo del signor Burns (Boe è l'uomo terrificante, gli alieni, il clown Krusty, Nelson l'asino, Barney il Torso, l'uomo dei fumetti è una lumaca...). Quando Marge cerca di difendere la dignità delle persone che lavoravano nel circo, interviene Homer, che dopo poco si "innamora" di quest'ultima. Dopo che Boe riceve un bacio da Marge, riceve consiglio da Lenny e Carl, di chiederle il matrimonio con l'anello di smeraldo che sua madre ha acquistato in punto di morte. Homer però, preso dalla voglia di ottenere quest'anello, pensa a una soluzione: far sposare Boe e Marge e uccidere Boe: così Marge erediterà l'anello e, dopo che quest'ultima si sarà sposata con Homer, Homer lo ruberà. Homer riferisce stupidamente il suo piano a Marge, dicendogli di sposare Boe poiché sarebbe il suo ultimo giorno di vita. Quindi, dopo che Marge e Boe si sposano, Homer mette il veleno in un bicchiere che successivamente Boe berrà. Però, facendo questo, Marge perde la fiducia che aveva di Homer, e lo caccia; questi viene poi intrappolato dai fenomeni da baraccone del circo, che gli amputano gli arti e lo ricoprono di catrame e piume. Ritornati al presente, Homer dice ai suoi figli: "È così che ho conosciuto vostra madre". L'episodio si chiude con la sigla della sitcom How I Met Your Mother.
- Guest star: TBA
- Gag del divano: vedi inizio episodio 25x02
- Frase alla lavagna: Solo lavoro e niente divertimento fanno di Jack un ragazzo noioso
- Curiosità: Nel terzo segmento dell'episodio di Halloween, si vede Bart che è attaccato alla testa della sorella di Marge.

## Quattro rimpianti e un funerale
- Sceneggiatura: Marc Wilmore
- Regia: Mark Kirkland
- Messa in onda originale: 3 novembre 2013
- Messa in onda italiana: 1º ottobre 2014

L'episodio si apre coi funerali di Chip Davis, Uomo Duff dal 1992 al 1996, soprannominato "Il più amato sconosciuto di Springfield". Durante il Sermone, il Reverendo Lovejoy confessa che Chip aveva dei rimpianti, iniziano così i personaggi partendo da Marge a ricordare i loro. I titoli di coda dell'episodio sono in memoria di Marcia Wallace (voce americana della signora Caprapall).
- Guest star: Rachel Maddow, Gordon Ramsay, Joe Namath e Aaron Sorkin
- Gag del divano: Riferimento alla saga de "Lo Hobbit"
- Frase alla lavagna: Ci mancherai tanto Signora C.

## Si vive una volta sola
- Sceneggiatura: Michael Nobori
- Regia: Michael Polcino
- Messa in onda originale: 10 novembre 2013
- Messa in onda italiana: 2 ottobre 2014

Mentre sono intenti a giocare in casa Simpson, Bart e Milhouse finiscono per litigare dando origine a una piccola rissa sedata dall'arrivo di Homer e Marge. Kirk Van Houten, venuto a prendere il figlio, si presenta con una nuova auto sportiva targata "YOLO" (sigla per "You Only Live Once", tradotto in italiano "SVUS": "Si Vive Una Volta Sola"). In preda alla crisi di mezz'età il capofamiglia dei Van Houten ha infatti deciso di darsi a uno stile di vita molto più giovanile. Il tema del "si vive una volta sola" influenzerà l'intero episodio. Homer entra in depressione una volta resosi conto di aver lasciato troppi sogni in sospeso nella sua vita. Marge si mette allora in contatto con un vecchio amico di penna del marito, Eduardo, che giunto dalla Spagna farà vivere ad Homer tutti quei sogni che, da bambini, si erano promessi di realizzare. Nel frattempo la scuola elementare di Springfield è presa di mira dal reporter locale a causa dei continui imbrogli avvenuti durante i test (tanto che la scuola viene definita da Kent Brockman "corrotta come il parlamento italiano"). Lisa risolve la situazione stilando un codice d'onore a cui tutti gli studenti fanno riferimento, tutti eccetto Bart che sfrutta la situazione per migliorare il rendimento scolastico. Sarà poi la gag finale tra Lisa, Bart e Homer a riportare tutto alla calma iniziale.
- Guest star: Jon Lovitz
- Gag del divano: Tutti tranne Maggie cercano di arrivare al divano malgrado l'assenza di gravità è alla fine l'unico che non si siederà sarà Homer, il quale rompe il soffitto e vola via
- Frase alla lavagna: Il calendario della mia scuola non prevede una settimana di pausa

## I dolori del travaglio
- Sceneggiatura: Don Payne e Mitchell H. Glazer
- Regia: Matthew Faughnan
- Messa in onda originale: 17 novembre 2013
- Messa in onda italiana: 3 ottobre 2014

Homer si trova a una partita di poker con Lenny, Carl e Boe. Mentre sta tornando a casa, incontra una donna in ascensore che partorirà in quel momento con l'aiuto di Homer. Per ringraziarlo, la donna chiama il figlio Homer Junior. Homer si affeziona molto a questo bambino trascurando Marge e i suoi figli. Quando Marge si insospettisce, va a casa di Carl e trova Homer nell'appartamento accanto con il bambino. Homer darà spiegazioni a Marge e tornerà a seguire i suoi figli in particolare Maggie con cui non ha un rapporto eccezionale. Nel frattempo Lisa, assieme a Milhouse, incontra a una partita di football delle cheerleader sottopagate. Lisa vuole aiutare queste ragazze a far valere i propri diritti contro lo sfruttamento del ricco texano proprietario della squadra di football "Springfield Atoms". Lisa raggiungerà il proprio obbiettivo di aumentare lo stipendio delle ragazze abbassando quello del padre di Milhouse come venditore di noccioline.
- Guest star: Elizabeth Moss
- Gag del divano: I Simpson arrivano con la Mayflower sulla Roccia di Plymouth e viene loro offerto da Apu un tacchino durante il Giorno del Ringraziamento a soli 19,95 dollari a testa
- Frase alla lavagna: Rocktobre non è seguito da Scoppianovembre

## Le incompatibilità elettive
- Sceneggiatura: Tim Long
- Regia: Mark Kirland
- Messa in onda originale: 24 novembre 2013
- Messa in onda italiana: 6 ottobre 2014

Costretta a rimanere all'interno della scuola dopo che il cortile della scuola è stato distrutto in seguito a una violenta tempesta, Lisa si ritrova a fuggire dagli ennesimi scherzi di Bart nascondendosi in biblioteca. Qui s'imbatte con una nuova studente di nome Isabel molto intelligente al pari di lei e le due diventano ottime amiche. Purtroppo la sfortuna ha in seguito i suoi vantaggi quando, mentre sta preparando con Isabel un tema dedicato a Franklin Roosevelt, Lisa scopre che quest'ultima è repubblicana in atto per le elezioni scolastiche. Delusa dal tradimento dell'amica, la bambina decide di sfidarla in campo politico divenendo rappresentante candidandosi dalla parte dei liberali con l'appoggio del Partito Repubblicano di Springfield. Tuttavia lo scontro si concluderà alla fine definitivamente dopo che Lisa, dopo aver scoperto che i politici vogliono aiutarla facendo uso di trucchi inaccettabili di bassa lega, esprime la sua disapprovazione e fa vincere le elezioni da Isabel contenta per il resto che qualcuno abbia condiviso le sue idee.
- Guest star: Anderson Cooper, Maurice LaMarche ed Eva Longoria
- Gag del divano: Riferimento culturale al cortometraggio L'isola del jazz.
- Frase alla lavagna: Assente

## Sotterfugio giallo
- Sceneggiatura: Joel H. Cohen
- Regia: Bob Anderson
- Messa in onda originale: 8 dicembre 2013
- Messa in onda italiana: 7 ottobre 2014

Il Direttore Skinner organizza una gita nella quale gli alunni della Scuola Elementare di Springfield potranno visitare un vero sottomarino militare. Tuttavia, permette la partecipazione dei soli studenti che nei giorni precedenti si comporteranno bene. Bart fa di tutto per essere un buono studente e per rispettare le regole della scuola ma, nonostante tutto, Skinner lo esclude dalla lista dei partecipanti, senza concedergli una seconda possibilità. Vedendo Bart rattristato per l'accaduto, Homer, propone di attuare una vendetta contro Skinner. Il giorno seguente il direttore trova la madre Agnes accoltellata sul pavimento della sua cucina. Proprio in quel momento Bart e Homer bussano alla porta e, entrati nella stanza, scoprono il corpo di Agnes che Skinner aveva goffamente nascosto sotto un tappeto. A questo punto i due obbligano Skinner a nascondersi dalla polizia (e a cambiare nome in Guido La Maner) e a scappare a Juarez (anche se in realtà Agnes è ancora viva e si era finta morta in quanto complice dello scherzo). Alla fine Homer e Bart saranno costretti per iniziativa di Marge a scusarsi dinanzi al direttore e a rivelargli la messa in scena. Questi tuttavia si dimostra d'accordo sull'omicidio commesso sperando che potesse essere un modo per liberarsi della madre, anche se alla fine sarà Agnes a comparire dinanzi a lui e, dopo averlo sentito parlare con Homer e Bart, giura di essere cattiva con lui per tutta la vita. Nel frattempo Krusty il clown sta perdendo il favore del pubblico televisivo e rischia per cadere in rovina. Così decide di accettare il consiglio di Lisa sul vendere agli stranieri i diritti di partecipare nel suo show. Questi mezzi finanziari non si riveleranno accettabili in quanto Krusty non aumenterà la quota dei loro profitti e resterà il meno popolare di tutti.
- Guest star: Kevin Michael Richardson
- Gag del divano: I membri della famiglia Simpon sono dei palloncini seduti su un divano in vendita. Bart prende in seguito delle forbici e, dopo aver tagliato i fili di Homer, quest'ultimo finisce per volare in mezzo a dei fili elettrici.
- Frase alla lavagna: Non chiederò quando va in bagno Babbo Natale.
- Curiosità: Nel video mostrato in televisione dal preside si nota la scritta: ANIRAM ALLEN ETARTNE, che se letta al contrario è entrate nella marina, proprio come yvan eht nioj nell'episodio sui party posse (dodicesima stagione episodio 14: party posse musica e follia)

## Il blues del bianco Natal
- Sceneggiatura: Don Payne
- Regia: Steven Dean Moore
- Messa in onda originale: 15 dicembre 2013
- Messa in onda italiana: 8 ottobre 2014

Le feste natalizie sono iniziate, ma i recenti cambiamenti climatici portano ad avere temperature di oltre 30 °C in tutti gli Stati Uniti, dove per Natale non si prevede neve. A Springfield, però, il particolare microclima generato dalla commistione dei vapori tossici della centrale nucleare e del fumo dei copertoni in fiamme della discarica, porta a un'abbondante quanto inaspettata nevicata. In breve la città si affolla di turisti che desiderano trascorrere le vacanze sulla neve e gli abitanti approfittano della situazione per alzare i prezzi di beni e servizi in modo da accrescere i ricavi economici. Essendo al verde, Marge fatica a comprare il necessario per il Natale e viene convinta da una famiglia di turisti in cerca di un alloggio a dar loro ospitalità in cambio di denaro. In poco tempo, anche altre persone senza albergo decidono di fermarsi a casa Simpson, che diventa per l'occasione un vero e proprio bed and breakfast a gestione famigliare. Pur di guadagnare un po' di soldi per il Natale, Marge è costretta a sopportare i suoi ospiti e a soddisfare le loro numerose richieste. Tuttavia, dopo qualche giorno, finisce per esprimere con rabbia davanti a tutti la propria frustrazione per le continue critiche e lamentele ricevute. Nel frattempo il reverendo Lovejoy si "adatta" allo stile dei turisti e durante la predica convince tutti i presenti che il Natale non riguarda soltanto ciò che successe 2000 anni fa in una mangiatoia, ma riguarda anche la solidarietà che si mostra oggi verso gli altri. Ispirata da queste parole, Lisa decide di comprare alla famiglia dei regali natalizi economici ma al tempo stesso fatti col cuore. La mattina di Natale, Lisa consegna ai genitori e al fratello i rispettivi regali, ma Bart non sembra essere contento di ciò che ha ricevuto (il libro de "L'isola del tesoro"), tanto che arriva a bruciarne le pagine e ad arrabbiarsi con la sorella, accusandola di non conoscerlo affatto. Lisa allora chiede perdono a Bart e gli regala un oggetto da lui apprezzato. Infine, Marge si scusa con gli ospiti, ormai prossimi alla partenza, per il suo comportamento e tutti insieme intonano dei canti natalizi. 
- Guest star: Antonio Giuliani (papà Midwest nella versione italiana)
- Gag del divano: Viene mostrata una gag del divano pre-natalizia con i Simpson in piedi.
- Frase alla lavagna: I will not call my teacher "Prancer" and "Vixen" (Non chiamerò la mia maestra "Prancer" e "Vixen")

## I pirati di Springfield
- Sceneggiatura: J. Stewart Burns
- Regia: Matthew Nastuk
- Messa in onda originale: 5 gennaio 2014
- Messa in onda italiana: 9 ottobre 2014

Stufo di sentire spoiler da parte dei colleghi di lavoro, Homer porta la famiglia al cinema per vedere un film incentrato sulle avventure dell'Uomo Radioattivo, ma finisce per essere scacciato dal locale dopo aver polemizzato di fronte a tutti sulla qualità del film e del cinema in generale. Deciso ad allontanarsi dalla filmografia commerciale, Homer inizia a scaricare film da Internet con l'aiuto di Bart e instaura un piccolo cinema amatoriale nel giardino di casa in cui proietta per i suoi amici i video procurati illegalmente. Marge è critica nei confronti di questa attività e temendo che Homer abbia commesso un furto con i download illegali, decide di scusarsi inviando ai produttori di Hollywood una lettera con un assegno di rimborso. Tuttavia, dopo essere venuti a conoscenza della situazione, i produttori richiedono immediatamente l'intervento dell'FBI che con una retata arresta Homer per alti crimini di pirateria. Marge inizia allora a sentirsi in colpa per le sue azioni, soprattutto quando Bart e Lisa le fanno notare che, nonostante il download illegale dei film, Homer ha realizzato un'esperienza positiva per la città. Nel frattempo papà Simpson riesce a fuggire in seguito a un incidente stradale che coinvolge il bus dell'FBI sul quale stava viaggiando con altri detenuti, che cercavano di aggredirlo convinti che il suo crimine da lui commesso fosse peggiore. Tornato a casa, Homer accetta la proposta di Lisa di chiedere asilo al consolato di Svezia, nazione in cui il download di film dalla rete non è riconosciuto come reato. La felicità per lo scampato pericolo dura però poco in quanto gli agenti dell'FBI raggiungono l'edificio e, dopo un assedio di alcune ore, riescono, in seguito alla confessione di Marge sulla denuncia dinanzi alla famiglia, a far uscire Homer per arrestarlo nuovamente. Al processo Homer interrompe la lettura della sentenza con un discorso appassionato sulla propria esperienza avuta con la pirateria informatica e le sue parole colpiscono i produttori di Hollywood presenti in aula al punto tale da convincerli a realizzare un film basato sulla sua vita da pirata di Internet. Una settimana prima della distribuzione della pellicola, gli abitanti di Springfield proiettano a sorpresa nel giardino di casa Simpson il film scaricato illegalmente. Sostenendo che la pirateria è un furto, Homer scaccia tutti costringendoli così ad aspettare l'effettiva data di uscita.
- Guest star: Judd Apatow (sé stesso), Will Arnett, Rob Halford (sé stesso), Leslie Mann (sé stessa), Kevin Michael Richardson, Seth Rogen (sé stesso), Paul Rudd (sé stesso), Channing Tatum
- Gag del divano: assente
- Frase alla lavagna: assente

## Sposata con il blob
- Messa in onda originale: 12 gennaio 2014
- Messa in onda italiana: 10 ottobre 2014

L'uomo dei fumetti è triste dopo aver saputo che il suo rivale in affari Milo (apparso in Mariti e coltelli) si è sposato e inizia a piangere tramite una canzone, poiché non ha avuto nessuna fidanzata in tutta la sua vita solitaria. L'uomo decide comunque di seguire il consiglio di un immaginato Stan Lee e riesce a incontrare una mangaka giapponese di nome Kumiko Nakamura. A questo punto, dopo aver organizzato un appuntamento, decide di chiedere consigli ai Simpson per conquistare il pieno amore di Kumiko. Marge consiglia di non essere sé stessi, anche se Kumiko inizia ad apprezzare molto gli atteggiamenti dell'amante, tanto che i due decidono di vivere insieme. Un giorno Homer incontra il padre di Kumiko e decide di far amicizia con lui. Sfortunatamente, quando il signor Nakamura domanda come si comporta il fidanzato della figlia, Homer gli dice che l'uomo dei fumetti è solo uno stupido obeso e provoca l'ira dell'uomo che decide di non far mai più rivedere Kumiko con l'uomo dei fumetti per riportarla in Giappone a prendersi cura di 87 anziani. Homer decide così, costretto da Marge, di portare il signor Nakamura a un bar giapponese per fargli cambiare idea. Dopo essersi ubriacati con un miscuglio di alcolici asiatici, i due decidono di tornare a casa, ma immaginano improvvisamente la città come una parodia degli anime del regista Hayao Miyazaki. Da questo Nakamura capisce che i suoi errori hanno distrutto la vita della figlia; così rimedierà a tutto facendola ricongiungere con l'uomo dei fumetti. Alla fine dell'episodio, i due fidanzati si sposano nella bottega dei fumetti.
- Guest star:Maurice LaMarche (Milo, doppiato in italiano da Francesco Bulckaen), Harlan Ellison, Stan Lee (se stesso), Antonio Giuliani (Padre di Kumiko nella versione italiana).
- Gag del divano: Maggie cambia canale e si vedono diversi sfondi, continuando a cambiare canale più volte e velocemente, si ritorna alla solita schermata del divano e la bambina lancia il telecomando sullo schermo della TV.
- Frase alla lavagna: Se non hai rotto i regali di Natale, non ti stai sforzando.

## Lo spione che mi amava
- Messa in onda originale: 26 gennaio 2014
- Messa in onda italiana: 13 ottobre 2014

Durante le celebrazioni natalizie il Signor Burns dona ai suoi dipendenti degli Oogle Glasses (una parodia del dispositivo a realtà aumentata Google Glasses). Anche Homer riceve gli occhiali, ma dopo averli usati in continuazione per molti giorni, decide di donarli a Marge per farsi perdonare tutto il tempo in cui l'ha trascurata. In seguito, invidioso dell'uso degli Ooogle Glasses da parte dei colleghi di lavoro, Homer si reca dal Signor Burns per chiedere di averne un altro paio. Tuttavia, entrando nell'ufficio in assenza di Burns, scopre che gli Oogle Glasses regalati alla centrale nascondono un microchip che registra ogni aspetto della vita quotidiana di chi li indossa, consentendo a Burns di spiare in segreto i suoi dipendenti attraverso dei monitor. Homer inizia quindi a spiare Marge e scopre che ogni mercoledì prenota una visita da un analista psico-comportamentale per cercare un rimedio contro il carattere rozzo del marito. Sotto consiglio di Boe, Homer finge inizialmente di non essere a conoscenza di questo fatto, ma in seguito cerca di migliorare il proprio comportamento arrivando a prenotare a sua volta una visita dallo specialista senza farlo sapere a Marge. Nel frattempo Bart deve vedersela con Nelson, il quale cerca di ottenere da lui un biglietto d'affetto per San Valentino.
- Guest stars: Will Lyman, Maurice LaMarche
- Gag del divano: Homer sta guardando il Super Bowl XLVIII, ma Bart butta le sue lattine della Duff in mezzo ad alcuni fili elettrici fuori in giardino. Homer cerca di recuperarle, ma viene fulminato ripetutamente fino a mandare in black out la città, proprio nel momento culmine della partita, e lo si sente esclamare "D'oh!". Ma appena si accorge che il black out gli permette di recuperare la birra senza rimanere fulminato esulta esclamando "Mitico!".
- Frase alla lavagna: assente

## I tre giorni del falco
- Messa in onda originale: 9 febbraio 2014
- Messa in onda italiana: 14 ottobre 2014

Per guadagnare dei soldi che deve restituire ad Homer, Bart accetta dinanzi ai suoi compagni di scuola di mangiare qualsiasi cosa che gli venga offerta, ma Secco, Patata e Spada decidono di approfittarne per fare uno scherzo e gli propongono di mangiare una rana. Bart accetta, ma dopo aver vinto la sfida e guadagnato i soldi inizia a essere emarginato dagli altri bambini (compreso il suo miglior amico Milhouse), rimasti inorriditi dal suo gesto. Quando sta per essere aggredito per l'ennesima volta da Secco, Spada e Patata, un falco addestrato giunge in suo soccorso mettendo in fuga i bulli. Il rapace è di proprietà di Diggs, un nuovo studente appassionato di falconeria, con cui Bart fa amicizia. Il ragazzo spiega a Bart tutto quello che sa sui falchi e il giovane Simpson inizia ad appassionarsi a questa attività. Un giorno, cercando di imitare il volo degli uccelli, Diggs cade da un albero e si infortuna gravemente il braccio, cosa per cui viene ricoverato e in seguito trasferito in un ospedale psichiatrico. Bart si prende cura del falco dell'amico e tenta di andare a far visita a Diggs, ma non ci riesce in quanto Homer e Marge sono riluttanti sul fatto che si rechi in un ospedale per malati mentali e frequenti un ragazzo problematico come Diggs. Rattristato per la lontananza dal suo nuovo amico, Bart si reca nei locali del club di falconeria della scuola elementare di Springfield, dove a sorpresa ritrova Diggs, che nel frattempo è uscito temporaneamente dall'ospedale grazie a un permesso per partecipare a un concorso di falconeria. Essendo a favore della libertà degli animali, Diggs decide di liberare tutti i falchi presenti alla manifestazione e grazie all'aiuto di Bart riesce a portare a termine il suo piano. L'episodio si conclude con l'addio di Diggs e Milhouse e Bart che tornano a essere amici.
- Guest stars: Daniel Radcliffe (Diggs)
- Gag del divano: Riferimento culturale al film d'animazione Appuntamento a Belleville
- Frase alla lavagna: Bart disegna un playoff del NCAA in cui i giocatori da tavolo sono sostituiti dai Simpson

## L'uomo che cresceva troppo
- Messa in onda originale: 9 marzo 2014
- Messa in onda italiana: 15 ottobre 2014

Lisa, poco convinta dalla scientificità dei filmati propagandistici anti-OGM, si informa meglio e si convince della loro bontà, così viene invitata a visitare la "Monsarno", il cui scienziato capo, a sorpresa di tutti, è Telespalla Bob, il quale, in libertà vigilata, diventa suo collaboratore, soprattutto per la loro passione comune per Walt Whitman. Tuttavia, durante una gita al museo, Bob confessa alla piccola di aver modificato il proprio DNA con l'utilizzo dell'ingegneria genetica, diventando estremamente forte e aspirando a diventare il dittatore del mondo. In quel momento arriva Bart che, credendo che Bob avesse tentato di ucciderla, inizia a infastidire l'assassino che ritorna più cattivo che mai. Bob insegue i bambini per ucciderli, ma verrà fermato dai loro genitori e inizia a credersi un "mostro" per aver tristemente infranto i suoi desideri di divenire più saggio di Whitman. Telespalla Bob decide di suicidarsi per annegamento, ma anche stavolta i piani falliscono ricordandosi che con la modifica del DNA ha acquistato delle branchie. Intanto Marge decide di evitare ogni pratica di sessualità adolescenziale da parte dei ragazzi che frequentano la Chiesa di Springfield cercando di ottenere l'appoggio di Homer. L'episodio si conclude con una scena in memoria di Marcia Wallace in cui Ned, ricorda felice tutti i momenti passati con Edna Caprapall (data per morta, dopo il ritiro del personaggio. Inoltre Ned porta una fascia nera al braccio in segno di lutto) di cui si intravede una fotografia accanto a quella di Maude.
- Guest star: Kelsey Grammer (Telespalla Bob), Marcia Wallace (Edna Caprapall)
- Gag del divano: I Simpson vengono rappresentati come frammentazioni della Pangea, ma in quel momento la terra viene distrutta da un violento asteroide che riprende le fattezze di Boe
- Frase alla lavagna: Assente

## L'inverno del suo contento
- Messa in onda originale: 16 marzo 2014
- Messa in onda italiana: 16 ottobre 2014

La casa di riposo di Springfield viene chiusa a causa di una serie di violazioni riscontrate dagli ispettori e nonno Abe è costretto a trasferirsi dai Simpson. Marge decide di ospitare in casa anche Jasper e il vecchio ebreo dopo aver scoperto che entrambi non hanno una famiglia da cui andare. Homer fa amicizia con gli anziani e in breve inizia a comportarsi come se fosse uno di loro, scatenando le preoccupazioni di Marge. Nel frattempo, Bart difende Nelson dai compagni di scuola che lo prendono in giro e si ritrova a divenire suo amico intimo. Una notte Bart viene rapito da Nelson, Secco, Patata e Spada, i quali lo nominano bullo onorario e lo invitano ad andare con loro a un raduno di bulli vicino al parco di divertimenti Krusty Land. Qui i cinque devono, come raccomandato da un bullo adolescente di nome Wilbur, disfarsi di tutte le loro armi, ma Bart decide di non separarsi dalla sua fedele fionda. Tuttavia dovrà ricredersi, quando, durante l'incontro, sarà proprio Wilbur a rubare la fionda, a far perdere i sensi a Chester, il capo dei bulli, lanciandogli un sasso e a incolpare dinanzi a tutto il gruppo Bart e i suoi amici. Questi ultimi si ritrovano costretti a scappare dagli altri membri i quali tentano in tutti i modi di dar loro una sonora lezione. Alla fine, quando stanno per avere la meglio, interviene Homer che con l'aiuto del padre, di Jasper e del vecchio ebreo salva il figlio picchiando i ragazzi e mettendoli in fuga. L'episodio si conclude con Marge che premia Homer baciandolo e avendo un rapporto sessuale con lui.
- Guest stars: Kevin Michael Richardson
- Gag del divano: Homer è un paziente del gioco da tavolo L'allegro chirurgo nel quale i pezzi da rimuovere sono rappresentati da vari personaggi della serie, fra i quali Marge, Lisa, Bart e Boe. Quando Bart viene rimosso agguanta le pinze per toccare il sinsore che attiva il segnale sonoro e segnala il fallimento dell'operazione.
- Frase alla lavagna: Mio padre è ubriaco il giorno di San Patrizio
- Curiosità: -A un certo punto dell'episodio, si vede una setta di bulli chiamata "Gli schifosi Potters" un riferimento alla saga di Harry Potter
-Il raduno di bulli a cui partecipa Bart, con l'obbligo di non portare armi e il malinteso venutosi a creare è chiaramente una parodia del film I guerrieri della notte.

## La guerra dell'arte
- Messa in onda originale: 23 marzo 2014
- Messa in onda italiana: 17 ottobre 2014

In seguito alla distruzione del dipinto del salotto di casa ritraente una barca bianca da parte del nuovo porcellino d'India di Lisa, i Simpson decidono di comprare un nuovo dipinto a un mercatino dell'usato organizzato dai Van Houten. Subito dopo Marge, non apprezzando lo stile della cornice, la rimuove e Lisa nota immediatamente la firma del pittore, Johan Oldenverg, un famoso artista olandese vissuto agli inizi del ventesimo secolo. Così la famiglia scopre che il valore del dipinto ammonta a circa 100.000 dollari e decide di venderlo. Marge e Homer però discutono se dare una parte del ricavato ai Van Houten, alla fine concordano sul tenerli all'oscuro. Milhouse però li sente e, nonostante tentino di zittirlo riempiendolo di giocattoli, lo dice ai suoi genitori che litigano con i Simpson. Springfield perciò si divide in due fazioni: una è d'accordo con i Simpson, mentre l'altra con i Van Houten. In quel momento arriva Alba, ex fidanzata di Kirk, che afferma che il quadro le appartiene in quanto Kirk l'aveva comprato per lei molti anni fa a una mostra a Isla Verde in Porto Rico. Luann quindi scopre di essere stata tradita e decide di lasciarlo e di conseguenza Kirk si trasferisce dai Simpson. Così Homer e Lisa decidono di andare proprio là per indagare. Qui scoprono che l'opera è stata dipinta in verità da un uomo di nome Klaus Ziegler: questi l'aveva firmata Oldenverg solo per trarre in inganno le gallerie d'arte di tutto il mondo e ricavarne un profitto. Homer chiede così a Ziegler di dipingere altri tre quadri: uno che rappresenta i Van Houten (grazie al quale Kirk fa pace con Luann), uno che riproduce il vecchio dipinto con la barca e uno che ritrae un jukebox prestato dalla famiglia di Milhouse ad Homer.
- Guest stars: Max von Sydow (Klaus Ziegler)
- Gag del divano: Assente
- Frase alla lavagna: Assente

## Non sei tenuto a vivere come un arbitro
- Messa in onda originale: 30 marzo 2014
- Messa in onda italiana: 20 ottobre 2014

Alla scuola elementare di Springfield viene organizzato un concorso in cui gli alunni devono discutere in pubblico dei propri eroi. Essendo l'unica a non avere uno, Lisa decide di parlare di Homer e, mentendo, esalta la sua "correttezza" e "moralità". Tramite Internet, il discorso di Lisa diviene estremamente popolare negli Stati Uniti, tanto che ad Homer viene proposto l'incarico di arbitro al Mondiale di calcio in Brasile. Homer dimostra inizialmente di essere un bravo direttore di gara ma, dopo aver scoperto di non essere considerato un vero eroe dalla figlia, decide di collaborare con un gruppo di criminali che gli offrono un milione di dollari per alterare il risultato della finale Germania - Brasile in favore della squadra di casa. Lisa assiste alla discussione fra il padre e i malavitosi, e convince Homer a dimostrare il suo vero eroismo non acconsentendo alle loro richieste. Così, Homer riesce a far perdere il Brasile non assegnando un rigore quando il calciatore più amato dai tifosi, El Divo, finisce per morire durante la partita. La finale si conclude dunque con la vittoria della Germania per 2 a 0 e Homer si ritrova a fare i conti con il capo dei gangster, il quale, sul punto di ucciderlo, viene fortunatamente convinto da Marge a perdonarlo e a lasciarlo andare.
- Guest stars: Andrès Cantor
- Gag del divano: I Simpson corrono per le strade di Pamplona inseguendo il divano durante un encierro e alla fine riescono a raggiungerlo. Tuttavia, appena Homer si siede, viene incornato da un toro dietro le pareti del salotto.
- Frase alla lavagna: assente

## Luca$
- Messa in onda originale: 6 aprile 2014
- Messa in onda italiana: 21 ottobre 2014

Dopo aver salvato un ragazzo grasso da un soffocamento dato da un pezzo di pizza, Lisa fa conoscenza con lui. Si tratta di Lucas Bortner, un nuovo studente della scuola elementare di Springfield mangione agonistico che non riesce a trovare il cibo migliore da consumare per partecipare a delle competizioni alimentari. Intanto il preside Skinner decide di adottare delle punizioni corporali contro Bart per essere arrivato in ritardo a scuola per l'ennesima volta, il quale marina la scuola e scopre che Serpente, evaso di galera, si nasconde dalla polizia nella sua casa sull'albero. Di conseguenza decide di tenere il commissario Winchester all'oscuro dicendo che si fosse nascosto sulla cima di Springfield. Serpe allora regala a Bart molti oggetti rubati. Nel frattempo Lisa cerca di aiutare Lucas ospitandolo a casa ma Marge, sobillata dalle sorelle, nota la somiglianza tra Lucas e Homer e, convinta che una ragazza sia attratta da un ragazzo simile al padre, consiglia a Homer di invitare Lisa a cena e di comportarsi come un gentiluomo in modo che Lisa cerchi a sua volta un ragazzo a modo e non uno come suo padre. Homer inizialmente non capisce il motivo ma, quando lo fa, rimane ferito. Marge riesce a riconquistarlo presentandosi al ristorante con un abito sexy viola grazie al quale lui accetta le sue scuse. Intanto i sospetti di Milhouse diventano certezze e Bart è costretto a dire la verità. Milhouse allora lo denuncia e Serpente viene arrestato e condannato a morte. Alla fine però riesce a fuggire un'altra volta mentre Bart discuteva con il Commissario Winchester. Per quanto riguarda Lucas ha smesso la sua carriera di mangione competitivo prestando il suo interesse verso le canzoni di Adele. 
- Guest stars: Zach Galifianakis (Luca$, doppiato in italiano da Federico Campaiola)
- Gag del divano: Parodia di Minecraft
- Frase alla lavagna: assente

## Giorni di un futuro futuro
- Messa in onda originale: 13 aprile 2014
- Messa in onda italiana: 22 ottobre 2014

L'episodio è un sequel di Future-Drama e Vacanze di un passato futuro. Homer muore cadendo dalle scale; tuttavia il professor Frink cerca di ristabilire l'ordine nella Famiglia Simpson costruendo dei cloni robot con la speranza di sostituire il vero Homer, ma questi finiscono per autodistruggersi a causa di alcuni incidenti casalinghi. Trent'anni dopo il professor Frink riesce a riportare Homer in vita su un computer dentro al quale vive come volto digitale privo di corpo. Marge, preoccupata di avere come marito solo un'inutile testa computerizzata, decide di cacciarlo di casa mandandolo a vivere da Bart, il quale ha da poco divorziato dalla moglie Jenda e vive assieme ai figli cercando in ogni modo di gettare la separazione nel dimenticatorio e perdere la memoria. Anche per Lisa il futuro presenta una vita drammatica: si è sposata con Milhouse che viene morso da uno zombie e si trasforma a sua volta in uno di essi. Solo alla fine ogni problema avrà un lieto fine per tutti: Marge si rimette con Homer, ora divenuto un androide, Lisa accetta di rimanere sposata con il Milhouse zombie e Bart riesce a dimenticarsi una volta per tutte della relazione avuta con Jenda.
- Guest stars: Amy Poehler (Jenda)
- Gag del divano: Il pavimento del salotto e il divano sono completamente ricoperti da del Pluriball. Entrando nella stanza i Simpson scoppiano tutte le del bolle d'aria dell'imballaggio prima di sedersi.
- Frase alla lavagna: assente

## Cosa aspettarsi quando Bart aspetta
- Messa in onda originale: 27 aprile 2014
- Messa in onda italiana: 23 ottobre 2014

Infastidito dalla sua nuova insegnante d'arte, Bart decide di liberarsene ricorrendo all'aiuto di una specialista di vudù grazie alla quale riesce a mandarle una maledizione. Così la professoressa è costretta a lasciare la scuola subito dopo che è rimasta incinta, ma Ralph riesce ad annunciare che le responsabilità dell'accaduto sono di Bart a tutti i bambini e gli adulti. Inizialmente la popolazione di Springfield è incredula al riguardo, ma in successione cerca di far rimanere incinte alle donne facendosi aiutare da Bart. Quest'ultimo tuttavia dovrà ricredersi di quello che sta facendo quando finisce per essere rapito con Homer dal gruppo di mafiosi di Tony Ciccione;il quale vorrebbe che Bart mettesse incinta il suo cavallo femmina facendola accoppiare con un cavallo maschio che però è puro sangue. Alla fine il piano di Tony andrà per il meglio.
- Guest stars: Joe Mantegna (Tony Ciccione), Tavi Gevinson
- Gag del divano: La famiglia Simpson si ritrova a vagare nel corpo di Homer e alla fine si siede sul solito divano situato nel cervello.
- Frase alla lavagna: Le piogge d'aprile non fanno cadere i Matt Lauers

## Mattoncino come me
- Messa in onda originale: 4 maggio 2014
- Messa in onda italiana: 24 ottobre 2014

Homer si risveglia in una dimensione parallela nella quale Springfield e tutti i suoi abitanti sono interamente costruiti con mattoncini Lego. In questo mondo colorato dove "ogni cosa s'incastra, ma nessuno si fa male", Papà Simpson si reca alla bottega dell'Uomo dei fumetti per comprare un set di costruzioni da regalare a Lisa per il suo compleanno. Toccando la confezione, Homer ha una visione di sé stesso in forma di cartone animato mentre consegna il regalo a Lisa e la aiuta a costruirlo. Tornato nel mondo Lego, Homer si sente scosso e, nonostante Marge lo rassicuri dicendo che è stato solo brutto un sogno, inizia ad avere ripetute allucinazioni in cui vede sé stesso fatto di carne e ossa. Nel frattempo, Bart e Milhouse causano inavvertitamente la distruzione della scuola elementare di Springfield, e il direttore Skinner condanna il giovane Simpson a ricostruire più volte l'edificio di Lego seguendo scrupolosamente le istruzioni di montaggio per evitare ogni accenno di creatività. In cerca di risposte su quanto sta accadendo, Homer ritorna alla bottega dei fumetti dove, toccando nuovamente la confezione di mattoncini ha una nuova visione. Questa volta vede la sua controparte a cartone animato mentre realizza insieme a Lisa una Springfield fatta di Lego per una gara di costruzioni alla quale ha in programma partecipare con la figlia. Homer è felice di averefinalmente un interesse in comune con Lisa così, quando la ragazza dice di voler andare a vedere un film parodia di Hunger Games invece di stare con lui per la gara, rimane deluso e inizia a desiderare di poter vivere nella città ideale di Lego da lui costruita. La versione Lego dell'Uomo dei Fumetti spiega allora ad Homer che il mondo in cui si trovano è in realtà frutto della sua fantasia e del suo desiderio di avere un posto in cui trascorrere del tempo con Lisa ogni volta che vuole. Dopo aver accettato questo fatto, Homer sceglie di abbandonare il suo mondo ideale per tornare definitivamente alla realtà, cosa che avverrà semplicemente aprendo la confezione dalla quale scaturiscono le sue visioni. A sorpresa, l'Uomo dei Fumetti rivela di essere la personificazione della parte di Homer che vuole restare per sempre nel mondo di fantasia e, per questo motivo, cerca di impedire che la scatola venga aperta costruendo una fortezza intorno al negozio e richiamando personaggi dai set "Lego Ninja" e "Lego Pirati" per attaccare Homer. Alla fine, Homer viene salvato da Bart, che sconfigge i cattivi comandando un enorme robot costruito grazie alla sua creatività nel mettere insieme mattoncini appartenenti a set Lego differenti. Tornato finalmente nel mondo reale, Homer racconta il suo sogno a Lisa (la quale fa notare come la storia assomigli alla trama del film "Lego Movie") e, avendo capito di non poter impedire alla figlia di crescere, la accompagna a vedere il film invece di costringerla a partecipare con lui alla gara di costruzioni.
L'episodio è liberamente ispirato al romanzo di Philip K Dick "The Days of Perky Pat", infatti il gioco in scatola mostrato nel negozio dei fumetti si chiama "The Perkys Pattys Princess Shop" un chiaro riferimento al titolo del libro.
Nota: In questo episodio alla fine della puntata compaiono Emmet e Wyldstyle (da The LEGO Movie) come cameo.
- Guest stars: Emmet Mattonowski (cameo), Lucy (cameo)
- Gag del divano: assente
- Frase alla lavagna: assente

## Amica a pagamento
- Messa in onda originale: 11 maggio 2014
- Messa in onda italiana: 27 ottobre 2014

Marge fa conoscenza con il suo nuovo vicino inglese John Wilkes Booth, grazie al quale la famiglia Simpson inizia a ottenere ottimi rapporti con i propri amici; tuttavia Homer finisce per mandare una festa con loro a monte e così i Simpson restano gli unici a non avere degli amici a Springfield. Da quel momento Marge decide che nessuno della famiglia dovrà concepire rapporti amichevoli con gli altri, ma, non appena scopre che Lisa è triste perché è sola, decide di rimediare cercando di farle incontrare Tumi, una ragazza che segretamente diventa amica di Lisa tramite dei metodi corruttivi usati da sua madre. Le due diventano ottime compagne, ma sfortunatamente un giorno Bart scopre l'inganno architettato da Marge e lo confessa a Lisa causando una violenta lite d'odio tra madre e figlia. Marge cerca in tutti i modi di pentirsi dinanzi a Lisa, ma questa non gli crede. Solo alla fine sarà il cuore della bambina a commuoversi non appena ella vede Marge in lacrime. L'episodio così si conclude con Lisa che riesce ad accettare le scuse della madre e in seguito si rimetterà in amore e d'accordo anche con Tumi.
- Guest stars: Carl Kasell (sé stesso), Peter Sagal (sé stesso), John Oliver (John Wilkes Booth) , Fabrizio Frizzi (John Wilkes Booth nella versione italiana)
- Gag del divano: I Simpson sono delle pedine di un gioco da tavolo intitolato "Il Gioco della Vita":il gioco inizia con Homer che, passando attraverso alcune caselle, sposa Marge e entrambi hanno figli (Bart, Lisa e Maggie) e ottiene il lavoro alla centrale nucleare, mentre il resto delle caselle rappresentano la vita di Homer. Alla fine del gioco la famiglia riesce a raggiungere il divano, trovandoci però il Cupo Mietitore.
- Frase alla lavagna: assente

## Il distintivo giallo della vigliaccheria
- Messa in onda originale: 18 maggio 2014
- Messa in onda italiana: 28 ottobre 2014

Per celebrare l'avvento delle vacanze estive, la Scuola Elementare di Springfield organizza una giornata di giochi all'aria aperta per gli studenti. Fra le varie attività sportive proposte, viene organizzata una corsa campestre alla quale Bart partecipa insieme a Milhouse. Quest'ultimo si è allenato duramente nelle settimane precedenti e, contrariamente ai pronostici, ha buone probabilità di vincere la competizione. Avendo scommesso contro di lui, Secco, Spada e Patata, cercano di impedire la sua vittoria dicendo a Nelson di picchiare Milhouse durante il tragitto in modo che non arrivi al traguardo. Bart è testimone della scena ma, per evitare di essere picchiato a sua volta, sceglie di non aiutare l'amico e di continuare la gara fino a ottenere la vittoria. Milhouse perde la memoria a causa delle botte ricevute e Bart cerca di tenere l'amico all'oscuro dell'episodio mentre viene celebrato per il successo ottenuto alla gara. Tuttavia, uno scherzo di Secco, Spada e Patata fa sì che Milhouse recuperi la memoria e che Bart venga smascherato e accusato di essere un codardo davanti a tutti. Nel frattempo, Homer apprende dai giornali che a Springfield non ci sarà il consueto spettacolo pirotecnico per i festeggiamenti del Giorno dell'Indipendenza a causa della carenza di fondi pubblici che affligge la città. Pur di non rinunciare ai fuochi d'artificio ai quali è da sempre affezionato, Homer decide di organizzare da sé lo spettacolo chiedendo aiuto a Giuseppe Granfinale un esperto di pirotecnica di origini italiane ormai in pensione. Durante la serata, una discussione fra Homer e Giuseppe seguita dall'ennesimo scherzo dei bulli, fa sì che la sequenza di lancio dei fuochi d'artificio venga innescata proprio mentre questi sono puntati sugli spettatori. Il tempestivo intervento di Bart riesce a salvare i presenti ma, per farsi perdonare, il giovane Simpson decide di attribuire a Milhouse il merito dell'azione appena compiuta. L'episodio si conclude con i due che tornano a essere amici e vengono festeggiati da una folla esultante: grazie alle ragioni di Bart, perdonato da tutti (che è stato lui a risolvere la situazione), Milhouse, finalmente, ha avuto lo stesso il riscatto che meritava.
- Guest stars: Glenn Close (Mona Simpson), Edwin Moses (sé stesso).
- Gag del divano: I Simpson e Matt Groening sono al Festival del Fumetto di San Diego dove stanno tenendo una conferenza. L'Uomo dei fumetti, seduto fra il pubblico, chiede loro se verrà mai realizzato un sequel de "I Simpson - Il film". Groening e la famiglia scappano di corsa, lasciando sola Maggie che risponde con il suo tipico ciuccio.
- Frase alla lavagna: assente